# Дебо, Жан Одон
Жан Одон Дебо (фр. Jean Odon Debeaux или фр. Jean-Odon Debeaux, 1826 — 1910) — французский ботаник, миколог, малаколог, натуралист (естествоиспытатель) и военный фармацевт.

## Биография
Жан Одон Дебо родился в Ажене 4 августа 1826 года.
Он учился в Школе фармации Парижа; в 1854 году Дебо получил диплом фармацевта, после чего он стал военным фармацевтом и работал им на протяжении всей своей карьеры. Жан Одон Дебо провёл обширные ботанические и малакологические исследования Алжира и Китая. Он совершил две поездки в Алжир и участвовал в экспедиции в Китай с 1860 по 1862 год.
Жан Одон Дебо умер в Тулузе 20 февраля 1910 года.

## Научная деятельность
Жан Одон Дебо специализировался на семенных растениях и на микологии.

## Основные научные работы
- Catalogue des plantes observées dans le territoire de Boghar (Algérie), 1859[5].
- Description d'une espèce nouvelle de Rose de la Section des Synstylées suivie de quelques observations sur les Roses du groupe R. Sempervirentis qui croissent dans les Pyrénées-Orientales, dans Bulletin de la Société Agricole, Scientifique et Littéraire des Pyrénées-Orientales, 1875, vol. XXI, 17 p.
- Recherches sur la Flore des Pyrénées-Orientales: Matériaux pour servir à l'étude Monographique des Rosiers qui croissent dans les Pyrénées-Orientales, dans Bulletin de la Société Agricole, Scientifique et Littéraire des Pyrénées-Orientales, 1878, vol. XXIII, 32 p.
- Les régions botaniques de l'arrondissement d'Oran (Algérie), dans Bulletin de la Société d'Histoire Naturelle de Toulouse, 1890, 25 p.
- Flore de la Kabylie du Djurdjura ou catalogue méthodique et raisonné de toutes les plantes vascularies et spontanées observées jusqu'à ce jour dans cette contrée, Paris, Paul Klincksieck, 1894, 468 p.
- Révision de la Flore Agenaise suivie de la Flore du Lot-et-Garonne avec un portrait de Boudon de Saint-Amans, Paris, Paul Klincksieck, 1898, 645 p.